# الإنجيليون في لبنان
يشير مصطلح (المسيحيون البروتستانت اللبنانيون) إلى المواطنين اللبنانيين الذين يعتنقون المذهب البروتستانتي.
البروتستانت اللبنانيون أقلية مسيحية في البلاد. في عام 2020، أظهرت الدراسات أنه في حين أن 34.28٪ من السكان يتبعون المسيحية؛ في المجموع كان 1.2٪ من سكان لبنان بروتستانت (حوالي 48000 شخص).
تحول معظم البروتستانت في لبنان من قبل المبشرين وخاصة الإنجليز والأمريكيين خلال القرنين التاسع عشر والعشرين. وهم مقسمون إلى عدد من الطوائف، بما في ذلك المشيخية والكونجريشنالية والأنجليكانية. ويرى البعض أن عددهم غير متناسب بين الطبقة المتوسطة المهنية.
يعيش المسيحيون البروتستانت اللبنانيون بشكل أساسي في بيروت (بيروت الكبرى).
بموجب شروط اتفاقية غير مكتوبة تُعرف باسم الميثاق الوطني بين مختلف الزعماء السياسيين والدينيين في لبنان، فإن الطائفة البروتستانتية في لبنان مخصص لها مقعد واحد في برلمان لبنان.